# Váradi Péter Pál
Váradi Péter Pál (eredeti nevén Péter Pál) (Nagyvárad, 1944. augusztus 19. –) agrármérnök, fotográfus.

## Életútja
Szülei Péter Lajos és Bodó Irén voltak. Általános és középiskoláit Nagyváradon végezte. 1964 és 1969 között a kolozsvári egyetem agrármérnöki karán tanult , aminek eredményeképpen megszerezte az agrármérnöki diplomát. 1969 októberétől 1972 októberéig a moldvai Botoșani megye Horodiștea helységében agronómus-gyakornokként, majd főmérnökként dolgozott a helyi termelőszövetkezetben. 
1972-től Magyarországon élt feleségével, Gaál Anikóval. Házasságából három gyermek született: Hunor, Anikó és Botond. Veszprémbe való áttelepülésétől kezdve az agrár-ágazatban dolgozott, hosszú ideig volt Veszprémben falugazdász. Jelenleg nyugdíjas. Feleségét hosszas betegeskedés után a rák elvitte, 1994. december 24-én. Újból házasságot kötött, második felesége Lőwey Lilla, magyar-történelem szakos tanár, akinek korábbi házasságából két lánya van: Soós Andrea és Soós Ildikó.
1989-től kezdve honismereti fotóalbumok készítésével foglalkozik Váradi Péter Pál néven. A fényképeket Erdélyben, az adott tájegység területén készíti, a szöveget gyűjtőmunka alapján felesége, Lőwey Lilla írja. Jelenleg a 40. honismereti- és irodalmi fotóalbum gyűjtőmunkáján fáradozik. A Székelyföld feltérképezését befejezte, minden települést, hegyet-völgyet bejárt. Jelenleg a székely ősvárak maradványait kutatja, és a szórványmagyarságot szeretné megmutatni a világnak.

## Megjelent fotóalbumok
Székelyföld – honismereti fotóalbum (19 album)
- Korond és vidéke
- Alcsík és Kászon
- Közép- és Felcsík
- Gyergyó és vidéke (1997, 2000)
- Fehér-Nyikó és Keresztúr vidéke
- Nagy-Küküllő és Udvarhely vidéke
- Homoródi-dombság
- Gyimesek vidéke (2001, 2009)
- Erdővidék 10. Felső-Háromszék
- Kovászna és vidéke
- Sepsiszentgyörgy és vidéke
- Szováta és vidéke
- Kis-Küküllő és vidéke
- Felső-Nyárád
- Alsó-Nyárád
- Marosvásárhely
- Marosszéki-Mezőség
- Aranyosszék

Irodalmi fotóalbumok (12 album)
- Tél a havason 1. (1995)
- Ősz a havason (2001)
- Tél a havason 2. (2003
- Kelemen – Görgény – Wass Albert havasai (156 old. 2 kiadás)
- A legnagyobb székely, Orbán Balázs
- A nagy székely mesemondó, Benedek Elek
- Törzsében székely volt, Tamási Áron
- Szavak vándorköszörűse, Kányádi Sándor
- Álom a vár alatt, Áprily Lajos
- A Székely Apostol, Nyirő József
- Csendes csodák – Reményik Sándor
- Magyar Zsoltár – Dsida Jenő

Sorozaton kívüli albumok
1989-1991 Kalotaszeg I.,II.,III. (3 album)
ÁTFOGÓ KÖTETEK (3 ALBUM)
- Erdély – Siebenbürgen – Transylvania, 216 old. (2 kiadás)
- Kalotaszeg – Képes krónika, 192 old.
- Székelyföld képi autonómiája, 224 old. (94 térképszelet)

Új sorozat:
- Kárpátok Koronája – Déli-Kárpátok, Ősvárak 1.
- Kárpátok koronája – Déli-Kárpátok, Ősvárak 2.
- Kárpátok koronája – Keleti-Kárpátok – Szórványmagyarság 1.
- Kárpátok koronája – Keleti-Kárpátok – Szórványmagyarság 2.

## Díjai, elismerései
- 2004 – Pro Comitatu-díj (Veszprém Megyéért)
- 2005 – Magyar Örökség díj
- 2011 – Tamási Áron-díj
- 2014 – A Magyar Érdemrend lovagkeresztje
- 2015 – Gizella-díj (Veszprém város elismerése)
- 2024 - A Magyar Kultúra Lovagja